# Rubus laetus
Rubus laetus är en rosväxtart som beskrevs av Wm. Watson. Rubus laetus ingår i släktet rubusar, och familjen rosväxter. Inga underarter finns listade i Catalogue of Life.